# Джон Фърн
Джон Фърн (на английски: John Fearn) е английски капитан на китоловен кораб, пътешественик-изследовател, известен като първият европеец, който открива тихоокеанския остров Науру. Често е бъркан с британския философ Джон Фърн (1768 – 1837), който няколко години е офицер в Кралския флот.

## Биография
Роден е вероятно на 24 август 1768 година в Кингстън ъпон Хъл, регион Йоркшър и Хъмбър, Англия.
През ноември 1798, по време на плаване от Нова Зеландия за Китай на кораба „Хънтър“, източно от Нова Каледония открива остров Хънтър (вторично, 22°24′ ю. ш. 172°05′ и. д. / 22.4° ю. ш. 172.083333° и. д.), а на 8 ноември, на 0°32′ ю. ш. 166°55′ и. д. / 0.533333° ю. ш. 166.916667° и. д., – остров Науру (21 км2), който кръщава „Приятният остров“, заради привлекателността на острова и приятелски настроените науранци.
Умира през 1837 година в Челси, предградие на Лондон.